# Lim Cho Cho
Lim Cho Cho (林楚楚, 21 janvier 1905 - 16 février 1979), de son vrai nom Florence Lim, aussi connu sous le nom de Lin Chuchu ou Lam Cho Cho, est une actrice sino-canadienne active dans le cinéma chinois et hongkongais de 1925 à 1954.
Seconde femme du cinéaste Lai Man-wai, ses enfants, Lai Hang (en) et Lai Suen (zh), ainsi que sa petite-fille Gigi Lai, sont tous acteurs.

## Biographie
Florence Lim est née à Victoria au Canada, où son père, un immigrant venu de Xinhui (aujourd'hui Jiangmen) au Guangdong, possédait un magasin de riz. Il meurt quand elle a 3 ans. Elle étudie à l'association chinoise de bienfaisance consolidée et école publique chinoise (en) qui lui permet de maîtriser à la fois l'anglais et le chinois. À 9 ans, sa mère veuve se rend à Hong Kong pour recevoir un traitement médical, et à 12 ans, Lim la rejoint dans la colonie britannique après avoir terminé l'école primaire et entre à l'école pour filles Ying Wa (en). L'une de ses camarades de classe, Lai Hang-kau (qui deviendra plus tard connue sous le nom de Lai Cheuk-cheuk), la présente à son oncle Lai Man-wai. Même s'il est de 12 ans son aîné et est déjà marié, Lim l'épouse et devient sa deuxième femme en 1920, alors qu'elle a 15 ans.
La carrière d'actrice de Lim Cho Cho débute à Hong Kong avec le rôle principal dans Rouge (1925), le premier film produit par la Minxin (en), la société de production de son mari. En 1926, le studio déménage à Shanghai où Lim continue à jouer dans des films muets tels que A Poet from the Sea (en) (1927) et La Rose de Pushui (1927). Après que la Minxin soit devenue la Lianhua en 1930, elle apparaît dans A Spray of Plum Blossoms (en) (1931), Song of China (en) (1935), National Customs (en) (1935), et Song of a Kind Mother (1937). Elle excelle particulièrement dans les rôles de mères. Son fils Lai Hang (en) joue également dans de nombreux films à cette époque.
Durant la Seconde Guerre sino-japonaise (1937–1945), la famille Lai se réfugie à Hong Kong lorsque les Japonais attaquent Shanghai en 1937. À Hong Kong, Lim continue sa carrière d'actrice, principalement dans des films patriotiques et anti-japonais. Après l'invasion japonaise de Hong Kong en 1941, la famille s’échappent en Chine continentale, d'abord à Chikan (en)  à Kaiping au Guangdong, où Lim doit temporairement vendre de vieux vêtements dans la rue pour joindre les deux bouts. Lorsque les soldats japonais arrivent à Kaiping en 1943, ils fuient de nouveau, cette fois à Guilin au Guangxi, où ils ouvrent un studio photographique. Après la fin de la guerre, la famille retourne à Hong Kong, et Lim reprend son travail d'actrice pour encore 8 ans. Elle prend sa retraite après la mort de son mari en 1953 pour élever leurs 9 enfants. Elle visite la Chine continentale dans les années 1970 avant sa mort à Hong Kong en 1979.
Dans le film Center Stage (1991), elle est interprétée par Cecilia Yip qui doit parler cantonais, mandarin et anglais pour ce rôle.

## Filmographie
| Année | Titre international                       | Titre original | Rôle                    | Notes                    |
| ----- | ----------------------------------------- | -------------- | ----------------------- | ------------------------ |
| 1925  | Rouge                                     | 胭脂           | Rouge                   | film perdu               |
| 1926  | Why Not Her                               | 玉潔冰清       | Qian Mengqi             | film perdu               |
| 1926  | The God of Peace                          | 和平之神       |                         | film perdu               |
| 1927  | A Poet from the Sea (en)                  | 海角詩人       | Yin Meizhen             | film perdu en partie     |
| 1927  | A Reviving Rose                           | 復活的玫瑰     |                         | film perdu               |
| 1927  | La Rose de Pushui                         | 西廂記         | Cui Yingying (en)       | film perdu en partie     |
| 1928  | Avalokitesvara's Way                      | 觀音得道       |                         | film perdu               |
| 1928  | Five Revengeful Girls                     | 五女復仇       |                         | film perdu               |
| 1928  | Reviving Romance                          | 再世姻緣       |                         | film perdu               |
| 1928  | Mulan rejoint l'armée                     | 木蘭從軍       |                         | film perdu               |
| 1930  | Dream of the Ancient Capital              | 故都春夢       |                         | film perdu               |
| 1931  | A Spray of Plum Blossoms (en)             | 一剪梅         | Shi Luohua (Sylvia)     |                          |
| 1932  | Conscienceless                            | 人道           | Wu Ruolian              | film perdu               |
| 1932  | Another Dream of the Ancient Capital      | 續故都春夢     |                         | film perdu               |
| 1933  | Night in the City (en)                    | 城市之夜       |                         | film perdu               |
| 1934  | Life                                      | 人生           |                         | film perdu               |
| 1935  | National Customs (en)                     | 國風           | Zhang Jie               |                          |
| 1935  | A Little Angel                            | 小天使         |                         |                          |
| 1935  | Song of China (en)                        | 天倫           | Grand-mère              |                          |
| 1936  | Mother's Love                             | 母愛           | Liu Fen                 |                          |
| 1936  | Gateways of Body and Spirit               | 靈肉之門       |                         |                          |
| 1937  | A New-Comer's Way                         | 新人道         |                         |                          |
| 1937  | Song of a Kind Mother                     | 慈母曲         | Mère                    |                          |
| 1937  | The Bomber Wen Shengcai                   | 溫生才炸孚琦   |                         |                          |
| 1938  | Love in Wartime                           | 戰雲情淚       |                         |                          |
| 1939  | Scent of a Woman                          | 女兒香         |                         |                          |
| 1940  | The General                               | 岳飛           | La mère de Yue Fei      |                          |
| 1940  | Flower in a Sea of Blood                  | 血海花         |                         |                          |
| 1941  | The Good Father                           | 天涯慈父       |                         |                          |
| 1941  | On My Own                                 | 陌路妻兒       | Madame Chan             |                          |
| 1941  | Song of Retribution                       | 正氣歌         | La mère de Wang Zhiming |                          |
| 1946  | The Storm                                 | 大雷雨         |                         |                          |
| 1947  | Li Chunhua                                | 麗春花         |                         |                          |
| 1949  | Gia Liang Kiang Be My Destiny             | 靜靜的嘉陵江   |                         |                          |
| 1953  | How the Valiant Dog Saved the Pretty Girl | 義犬救美       |                         | également co-productrice |
| 1954  | Better Your Better Half                   | 改造太太       | La mère de Ling Ping    |                          |